# Mariana Codruț

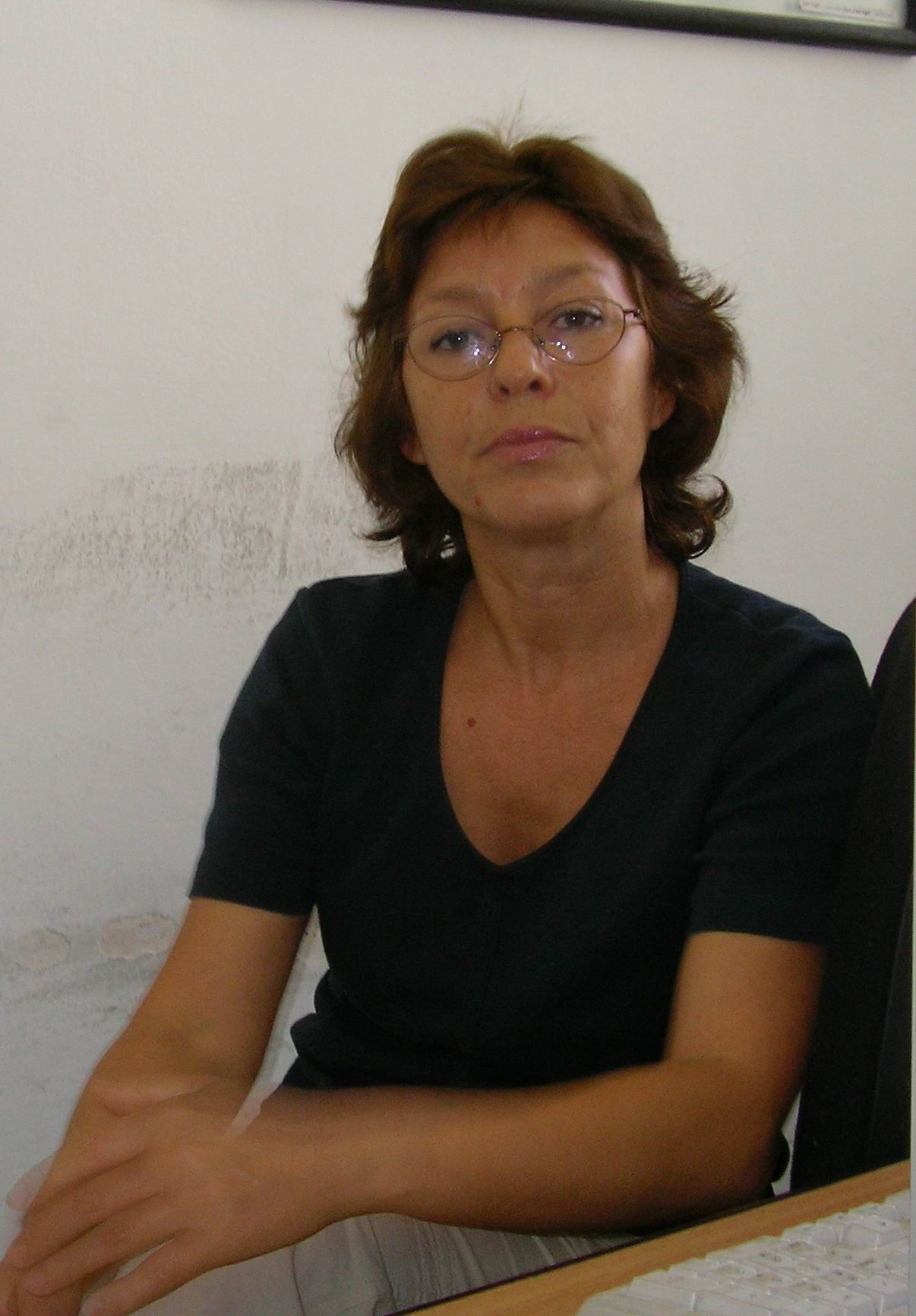
Mariana Codruț

Mariana Codruț (n. 1956, Prisăcani, Iași) este o poetă, prozatoare, publicistă și traducătoare contemporană. 
Absolventă a Facultății  de Filologie a Universității „Alexandru Ioan Cuza” din Iași (1977-1981), Mariana Codruț a fost corector, profesor de limba și literaura română în satul Comarna, județul Iași în perioada 1981-1984 și secretar literar al Teatrului Național „Vasile Alecsandri” în perioada 1984-1990 și redactor la revistele Convorbiri literare și Sud-Est (1990). În prezent, este redactor la Editura Universității „Cuza”. A debutat în Cronica în 1976 și editorial a debutat în 1982 cu volumul de versuri Măceșul din magazia de lemne. Este membră a Uniunii Scriitorilor din România din 1990 și a Asociației Scriitorilor din Sibiu din 2009. 

## Prezentare
Trăiește în Iași, unde susține în Ziarul de Iași o rubrică (intermitentă) de opinii, iar în revista Contrafort, din Chișinău, rubrica „Jurnalul unei țestoase”.

## Volume publicate

### Poezie
- 1982 - Măceșul din magazia de lemne, Editura Junimea,
- 1986 - Schiță de autoportret, Editura Junimea,
- 1989 - Tabieturile nopții de vară, Editura Cartea Românească,
- 1994 - Existență acută, Cartea Românească,
- 2000 - Blanc, Editura Vinea,
- 2007-  Ultima patrie, Editura Paralela 45  – nominalizat la premiul Uniunii Scriitorilor din România.[2]
- 2011 - Areal, Editura Paralela 45, 201 –  Premiul „Antologia anului” al revistei Tiuk.
- 2021 - „Zonă complice. Poeme alese de Bogdan Crețu”, de Mariana Codruț, în „Cartier de colecție nr. 33”.

### Proză
- Casa cu storuri galbene (roman, Editura Polirom, 1997) – nominalizat la premiul U.S.R. și premiul ASPRO; premiat de U.S.R., filiala Iași.
- Ul Baboi și alte povestiri (Polirom, 2004).
- Nudul Dianei (roman, Polirom, 2007) – nominalizat la premiul Ziarului de Iași.

### Publicistică
- Românul imparțial (Dacia XXI, Cluj, 2011) – premiat de U.S.R., filiala Sibiu.

### Volume colective
- Cartea roz a comunismului (Versus, 2004, coordonator Gabriel H. Decuble),
- Divanul scriitoarei (Limes, Cluj, 2010, coordonator Mihaela Ursa),
- Tovarășe de drum. Experiența feminină în comunism (Polirom, 2008, coordonator Dan Lungu, Radu Pavel Gheo); tradus în limba italiană: Compagne di viaggio (Sandro Teti editore, Roma, 2011, traducere de Mauro Barindi, Anita Nastacia Bernacchia, Maria Luisa Lombardo'
- Einladung nach Rumänien: Klassische und moderne Erzählungen, Noack & Block, 2016, coord. Elsa Lüder,
- 111 cele mai frumoase poezii de dragoste din literatura română, Nemira, 2017,
- Un secol de poezie română scrisă de femei, vol. II, antologie de Alina Purcaru și Paula Erizanu, Cartier, 2020,
- Le blues roumain, anthologie et traductions de Radu Bata, Editions Unicité, 2020, 2021, Franța.[3]

### Traduceri
- 2005 - Jean Piaget, Reprezentarea lumii la copil, de Jean Piaget, Editura Cartier, Chișinău,

## Premii și distincții
- 1997 - Premiul Uniunii Scriitorilor, filiala Iași, pentru romanul Casa cu storuri galbene[1]
- 2020 - Premiul Spiegelungen pentru proză scurtă la concursul „Microlite: dincolo de Celan”, organizat de Institut für deutsche Kultur und Geschichte Südosteuropas al Universității Ludwig Maximilian din München.[3]
- 2020 - Premiul „Cartea de poezie a anului”, acordat de Asociația Română a Creatorilor Culturali și Artiștilor.